# Efferia slossonae
Efferia slossonae är en tvåvingeart som först beskrevs av James Stewart Hine 1919.  Efferia slossonae ingår i släktet Efferia och familjen rovflugor.
Artens utbredningsområde är Florida. Inga underarter finns listade i Catalogue of Life.